# Bryan Burk
Bryan "Burky" Burk (30 de desembre de 1968) és un productor de televisió estatunidenc.

## Biografia
Després de graduar a la USC School de Cinema-Television, Bryan Burk va començar la seva carrera treballant amb els productors Brad Weston a Columbia Pictures, Ned Tanen a Sony Pictures i John Davis a la Fox. El 1995, va començar a treballar en la sèrie nominada a un Emmy James Dean i va produir NFL: A Love Story. Ha col·laborat amb J.J. Abrams i produït diversos dels seus xous de televisió com Alias, Six Degrees, What About Brian i Lost.1 Al costat de J.J. Abrams també ha produït la pel·lícula de 2008 Cloverfield.

## Filmografia

### Productor
- Revolution (2012) (Co-Productor)
- Super 8 (2011) (Co-Productor)
- Anatomy of Hope (2008) (productor ejecutiu)
- Fringe (productor executiu) (4 episodis, 2008)
- Lost (productor executiu) (82 episodis, 2004-2008)
- Lost: Missing Pieces (productor executiu) (13 episodis, 2007-2008)
- Cloverfield (2008) (productor)
- Six Degrees (productor executiu) (11 episodis, 2006-2007)
- What About Brian (productor ejecutivo) (10 episodis, 2006-2007) (productor) (1 episodi, 2007)
- Alias (co-productor) (39 episodis, 2005-2006) (productor associat) (22 episodis, 2003-2004)
- Future Shock (1993) (productor)

### Agraïments
- We Own the Night (2007)
- Lost: The Answers (2007)
- Lost Survivor Guide (2007)
- Lost: A Tale of Survival (2006)
- Lost: Reckoning (2006)
- Lost: Revelation (2006)
- Destination Lost (2005)
- Lost: The Journey (2005)
- The Yards (2000)